# Dmitri Domani
Dimitri Domani, en ruso: Дмитрий Вячеславович Домани (nacido el 27 de septiembre de 1974 en Moscú, Rusia) es un exjugador de baloncesto profesional ruso que jugaba en la posición de escolta. 

## Carrera posterior al juego y condena por fraude
De 2013 a 2015 se desempeñó como director ejecutivo de la Federación de baloncesto de Rusia y gerente general de la selección de baloncesto de Rusia.
En agosto de 2015, Andrei Kirilenko fue elegido presidente de la federación y ordenó una auditoría financiera de su presupuesto. Como consecuencia de esa auditoría, Domani fue acusado de fraude. Según el primer cargo, la federación pagaba en su oficina eventos y banquetes que no se realizaban (según las facturas, los eventos con 200 asistentes se realizaban en un salón de 40 m²), devolviéndose el dinero a Domani y otros directores de federaciones. El segundo cargo fue el pago de cuadernillos y suvenires que en realidad no se produjeron, y el tercer cargo fue la firma de un contrato de exámenes médicos de los empleados de la federación con una persona que no tenía licencia médica y no realizó ningún examen. Domani se fue de Rusia a los Estados Unidos, finalmente fue arrestado en Montenegro en octubre de 2017 y extraditado a Rusia en octubre de 2018. El 17 de octubre de 2019, fue sentenciado a 6 años de prisión por fraude, aunque la fiscalía solo pidió una pena de 3,5- años de sentencia. El 28 de mayo de 2020, su sentencia fue reducida a 4 años, haciéndolo elegible para libertad condicional.